# ロバート・フラー (プロレスラー)
ロバート・フラー（Robert Fuller、本名：Robert Welch、1951年5月14日 - ）は、アメリカ合衆国の元プロレスラー。テネシー州ダイアーズバーグ出身。
カーネル・ロバート・パーカー（Col. Robert Parker）と名乗り、ヒールのマネージャーとしても活躍した。祖父のロイ・ウェルチ、父のバディ・フラー、兄のロン・フラーも元プロレスラーである。

## 来歴
デビュー後は、地元テネシーのNWAミッドアメリカ地区にてベビーフェイスのポジションで活動。テネシーの英雄ジャッキー・ファーゴのパートナーにも起用され、1971年9月4日にクルト&カールのフォン・ブラウナー兄弟を破り、同地区認定のNWA世界タッグ王座を獲得した。1974年10月23日には、ジェリー・ローラーからメンフィス版のNWA南部ヘビー級王座を奪取。ジム・バーネット主宰のジョージア・チャンピオンシップ・レスリングではボブ・アームストロングをパートナーに、ボビー・ダンカン&スタン・バション、テリー・ガービン&ロニー・ガービン、トール・タナカ＆ジ・アサシンなどのチームを破ってNWAジョージア・タッグ王座を再三獲得した。
その後、兄のロン・フラーが主宰するアラバマのサウスイースタン・チャンピオンシップ・レスリング（SECW）に定着。1976年から1978年にかけては、フラッグシップ・タイトルのNWAサウスイースタン・ヘビー級王座を賭けてモンゴリアン・ストンパーと抗争を繰り広げた。ロンとも兄弟タッグを組み、1979年7月にタナカ&ミスター・フジを下してNWAサウスイースタン・タッグ王座を獲得している。
以降、1980年代全般に渡ってSECWを主戦場に活動。従兄弟のジミー・ゴールデンをパートナーに、1982年はルーク・ウィリアムス&ジョナサン・ボイドのニュー・シープハーダーズ、1983年はデニス・コンドリー&ランディ・ローズのミッドナイト・エクスプレス、1984年はジェリー・スタッブス&アーン・アンダーソンを相手に、NWAサウスイースタン・タッグ王座を争った。1985年にSECWがコンチネンタル・チャンピオンシップ・レスリング（CCW）と改称後、ヒールに転向して兄のロンやゴールデンらとスタッド・ステイブル（The Stud Stable）なるユニットを結成。若手時代のカクタス・ジャックも後にメンバーに加わった。1986年6月23日にはゴールデンとのコンビでトミー・リッチ&スティーブ・アームストロングを破り、10数回に渡って獲得した同王座への最後の戴冠を果たした。
CCW売却後は、メンフィスのCWAやダラスのWCCWに参戦。WCCWでは1989年2月17日、ゴールデンと組んでケビン&ケリー・フォン・エリックからWCWA世界タッグ王座を奪取している。以降はCWAとWCCWが合併して創設されたUSWAを主戦場に活動。1992年にはジム・コルネットが主宰していたスモーキー・マウンテン・レスリングにも出場し、ゴールデンと共にロックンロール・エクスプレスと抗争した。
1993年、カーネル・ロバート・パーカー（Colonel Robert Parker）を名乗り、シッド・ビシャスのマネージャーとしてWCWに登場。以降もWCWにてヒールのマネージャーを務め、"スタニング" スティーブ・オースチンやテリー・ファンクなどをメンバーにスタッド・ステイブルを再編、スティングらベビーフェイス勢との抗争に介入した。1995年はバンクハウス・バックこと盟友ゴールデンとディック・スレーターのレッドネック系コンビを率いて、ハーレム・ヒートとのWCW世界タッグ王座を巡る抗争を指揮、ハーレム・ヒートのマネージャーだったシスター・シェリーとの恋愛アングルも組まれた。
1998年にWCWを離れ、カーネル・ロバート・パーカーとまったく同じキャラクターのテネシー・リー（Tennessee Lee）としてWWFに登場。USWAでのタッグパートナーでもあったジェフ・ジャレットのマネージャーを担当したが、ジャレットとの仲間割れによるマネージャー解任というアングルのもと、同年にWWFを退団した。
引退後もアラバマのインディー団体にマネージャー役でゲスト参戦する一方、ゴールデンとのコンビで試合にも時折出場、2005年6月11日にはバーミングハムにてボブ&スコット・アームストロングを破り、インディー版のNWAアラバマ・タッグ王座を獲得している。
2006年には、9月14日に放送されたTNAの『TNA iMPACT!』にボビー・ルードのマネージャー候補としてプロモ出演した。

## 獲得タイトル
ジョージア・チャンピオンシップ・レスリング
- NWAジョージア・タッグ王座：4回（w / ボブ・アームストロング）[4]
- NWAコロンバス・タッグ王座：1回（w / ボブ・アームストロング）[13]
- NWAメイコン・タッグ王座：2回（w / ジミー・ゴールデン、ドン・ムラコ）[14]

サウスイースタン・チャンピオンシップ・レスリング / コンチネンタル・チャンピオンシップ・レスリング
- NWAサウスイースタン・ヘビー級王座：4回[5]
- NWAサウスイースタン・タッグ王座：15回（w / ロン・フラー×2、エディ・ボールダー、ジョー・ルダック×3、ボブ・アームストロング×2、ジミー・ゴールデン×7）[6]
- NWAサウスイースタンTV王座：2回[15]
- NWAコンチネンタル・ヘビー級王座：2回[16]
- NWAコンチネンタル・タッグ王座：2回（w / ジミー・ゴールデン）[17]

NWAミッドアメリカ / コンチネンタル・レスリング・アソシエーション
- NWA南部ヘビー級王座（メンフィス版） / AWA南部ヘビー級王座：3回[3]
- NWA世界タッグ王座（ミッドアメリカ版）：3回（w / ジャッキー・ファーゴ、ケビン・サリバン、スプートニク・モンロー）[2]
- AWA南部タッグ王座：2回（w / トール・タナカ、ビル・ダンディー）[18]
- CWAタッグ王座：3回（w / ジミー・ゴールデン×2、ブライアン・リー）[19]

ワールド・クラス・チャンピオンシップ・レスリング
- WCWA世界タッグ王座：2回（w / ジミー・ゴールデン、ブライアン・リー）[8]

ユナイテッド・ステーツ・レスリング・アソシエーション
- USWA世界タッグ王座：6回（w / ブライアン・リー×2、ジェフ・ジャレット×3、マイク・ミッチェル）[20]

## マネージャー担当選手
ワールド・チャンピオンシップ・レスリング
- シッド・ビシャス
- ハーレム・ヒート（スティービー・レイ&ブッカー・T）
- スーパー・アサシンズ（スーパー・アサシン1号&スーパー・アサシン2号）
- アーン・アンダーソン
- "スタニング" スティーブ・オースチン
- テリー・ファンク
- ディック・スレーター
- バンクハウス・バック
- ミング
- クロサワ
- アメイジング・フレンチ・カナディアンズ（ジャック・ルージョー&ピエール・カール・ウエレ）

ワールド・レスリング・フェデレーション
- ジェフ・ジャレット
- サザン・ジャスティス（マーク・カンタベリー&デニス・ナイト）

NWAレッスル・バーミングハム
- エリックス・スキッパー
- デビッド・ヤング
- ダフニー
- ソニー・シアキ